# Canarium pseudodecumanum
Espèce
Statut de conservation UICN

 VU A1cd+2cd : Vulnérable
Canarium pseudodecumanum est une espèce de plantes de la famille des Burseraceae.

## Publication originale
- Plantae bogoriensis exsiccatae 61. 1904.